# مک‌دانل داگلاس ای-۱۲ اونجر ۲
مک‌دانل داگلاس ای-۱۲ اونجر ۲ (به انگلیسی: McDonnell Douglas A-12 Avenger II) یک هواگرد ساختِ کارخانهٔ مک‌دانل داگلاس و جنرال داینامیکس در کشور ایالات متحده آمریکا است . نخستین استفاده‌کنندهٔ این هواگرد نیروی دریایی ایالات متحده آمریکا بوده‌است.